# Antagonista da vitamina K
Os antagonistas da vitamina K (AVK) constituem uma classe de anticoagulantes. Eles dificultam a coagulação do sangue inibindo a ação da vitamina K.
Eles podem causar defeitos de nascimento (teratógenos).